# 시카고 선타임스
《시카고 선타임즈》(영어: Chicago Sun-Times)는 미국 일리노이주 시카고에서 발행되는 일간신문이다. 전신은 1844년 창간된 시카고 이브닝 저널(Chicago Evening Journal)이며, 이를 기준으로 할 경우 시카고 트리뷴을 제치고 시카고 지역에서 가장 오랫동안 계속 발행하는 일간 신문이 된다. 현재의 선타임스는 1948년 시카고 선(Chicago Sun)과 시카고 데일리 타임스(Chicago Daily Times)의 합병으로 창간되었다. 시카고 트리뷴과 달리 현란한 사진을 1면에 배치하는 타블로이드판 신문이다. 영화 평론가 로저 이버트, 정치 평론가 로버트 노박가 칼럼리스트로 기고하여 유명했다. 루퍼트 머독의 뉴스 코퍼레이션에 매각되었다가 1986년 캐나다 출신의 언론재벌 콘래드 블랙이 소유하고 있는 홀링거 인터내셔널에 다시 팔렸다. 그 후 홀링거 인터내셔널은 현재의 선타임스미디어 그룹으로 개편되었다. 2008년 일평균 발행부수는 평일 312,274부, 일요일 247,469부로 시카고 트리뷴의 절반 정도였으며, 미국 신문 중 21번째로 많았다.

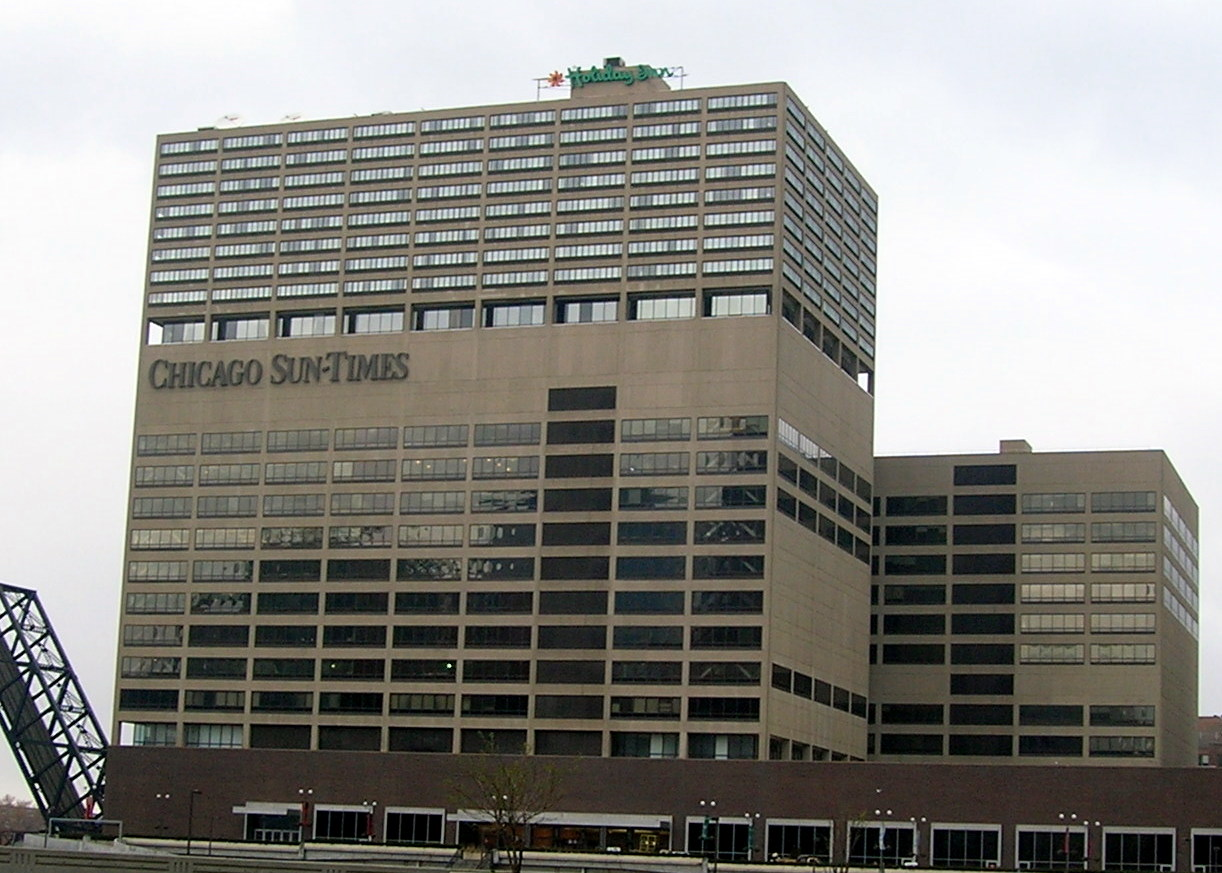
시카고 선타임스 본사